# Mouvements sud-coréens de défense de l'environnement
 (février 2023).
Les mouvements sud-coréens de défense de l'environnement, apparus dans les années 1970, ont connu leur principal essor après la démocratisation du pays qui a suivi le soulèvement de juin 1987. Ils sont l'un des mouvements les plus actifs de la société civile sud-coréenne, avec les organisations de défense des droits des consommateurs et les mouvements féministes. Parallèlement se sont mis en place des "villages verts", comme Ansolgi dans la province du Gyeongsang du Sud, dont les habitants s'efforcent de promouvoir un mode de production respectueux de l'environnement .

## Les débuts
L'apparition d'organisations de défense de l'environnement en Corée du Sud provient d'une prise de conscience des risques sur l'environnement que faisait peser le développement industriel accéléré, à partir des années 1960. Les premiers groupes apparaissent sur le campus universitaire de Séoul dans les années 1970.
En 1980 a été créée la première organisation structurée, le Groupe d'Etude de la Pollution. L'Institut coréen de recherche sur la pollution (plus connue sous son acronyme anglais : KPRI) compte parmi ses fondateurs, en 1982, Choi Yul, l'une des personnalités les plus connues en Corée du Sud pour son implication dans la défense de l'environnement. En 1985, malgré la répression de la dictature militaire, le KPRI, met en évidence que des habitants d'Onsan ont été contaminés par une pollution aux métaux lourds, notamment le cadmium.
Le Conseil des mouvements coréens contre la pollution (KAPMA) est créé en 1984, pour structurer l'activité de groupes organisés localement, mais surtout présents à Séoul.
À partir de 1988, dans un contexte de démocratisation politique, les mouvements de défense de l'environnement vont orienter leurs activités dans deux directions principales : contre la pollution et contre le nucléaire.  Fondée en 1988, l’association des mouvements coréens anti-pollution, qui publie le mensuel « Paix et survie », coordonne cependant les différentes activités.

## Les organisations de lutte contre la pollution
Dans les années 1980, les organisations de lutte contre la pollution, nées de préoccupations souvent locales ou issues des syndicats agricoles comme le mouvement hansalim, se sont davantage affirmées comme des mouvements écologistes, disposant d'une bonne image dans la société, mais sans relais politiques puissants au sein d'un parti écologiste. La conférence des Nations unies tenue à Rio de Janeiro en 1992 a favorisé la structuration des associations de protection de l'environnement.
Rompant avec le silence sur les questions d'environnement pendant la dictature militaire, les principaux quotidiens ont mis en exergue, en 1989, la pollution de l'eau à Séoul et le rôle d'organisations de défense de l'environnement.
Deux organisations principales coordonnent les activités de lutte contre la pollution et de défense de l'environnement : la Fédération coréenne pour un mouvement écologiste (FCEM), présidée par Choi Yul, et Corée verte (en anglais : Green Korea).

## Les mouvements anti-nucléaires
Disposant de peu d'énergies fossiles, la Corée du Sud, sous l'impulsion du général Park Chung-hee a largement développé l'électricité d'origine nucléaire, dont la part dans la production d'électricité totale a dépassé 50 % dans les années 1980. La Corée du Sud est l'un des pays au monde ayant le plus développé l'électricité d'origine nucléaire, dès les années 1960 : des incidents liés à la sécurité et au renouvellement d'un parc particulièrement étendu ont suscité des protestations de plus en plus fortes à partir des années 1980.
En 1988, un million de citoyens ont signé une pétition contre l'installation et l'extension de sites nucléaires, ainsi que pour obtenir un dédommagement des pertes subies par les personnes travaillant dans le secteur de la pêche. Les activités de protestation ont été conduites par l'Association du mouvement contre les centrales nucléaires de Youngkwang.
Le stockage des déchets nucléaires a constitué un second sujet de luttes. Après 1994, les populations locales d'Uljin et de l'île de Kulopdo ont refusé successivement l'implantation de sites de stockage dans leur environnement immédiat.
Malgré l'opposition de larges secteurs de l'opinion, les autorités sud-coréennes ont poursuivi la construction de centrales nucléaires : cinq centrales nouvelles ont été construites entre 1988 et 2001, et cinquante-cinq autres doivent l'être entre 2001 et 2031.